# Lars Theodor Jonsson
Pour les articles homonymes, voir Lars Jonsson.
Lars Theodor Jonsson (10 novembre 1903 - 12 octobre 1998) est un fondeur suédois.

## Palmarès
- Championnats du monde de ski nordique 1934 à Solleftea 
  -  Médaille de bronze en relais 4 × 10 km.